# Xã Prairie, Quận Hancock, Illinois
Xã Prairie (tiếng Anh: Prairie Township) là một xã thuộc quận Hancock, tiểu bang Illinois, Hoa Kỳ. Năm 2010, dân số của xã này là 380 người.